# Rich Costey
Rich Costey is een Amerikaans producer, geluidstechnicus en mixer. Hij heeft voornamelijk gewerkt met bands en artiesten in de alternatieve rock. Gedurende zijn carrière heeft Costey twee Grammy's gewonnen.